# Río Vista (California)
Río Vista, fundada en 1894, es una ciudad y sede del condado de Solano en el estado estadounidense de California. En el año 2007 tenía una población de 7,876 habitantes y una densidad poblacional de 248.4 personas por km².

## Geografía
Río Vista se encuentra ubicada en las coordenadas 38°9′N 121°41′O / 38.150, -121.683. Según la Oficina del Censo, la ciudad tiene un área total de 18,4 km² (7,1 mi²), de la cual 17,5 km² (6,8 mi²) es tierra y 0,9 km² (0,3 mi²) (5.06%) es agua.

## Demografía
Según la Oficina del Censo en 2000 los ingresos medios por hogar en la localidad eran de $44,534, y los ingresos medios por familia eran $52,007. Los hombres tenían unos ingresos medios de $43,458 frente a los $28,665 para las mujeres. La renta per cápita para la localidad era de $24,627. Alrededor del 10.2% de la población estaban por debajo del umbral de pobreza.